# Tân Thới, huyện Phong Điền
Tân Thới là một xã thuộc huyện Phong Điền, thành phố Cần Thơ, Việt Nam.

## Địa lý
Xã Tân Thới nằm ở phía bắc huyện Phong Điền, nằm trên tuyến lộ vòng cung lịch sử và tuyến đê bao Ô Môn - Xà No, cách trung tâm huyện khoảng 3 km, có vị trí địa lý:
- Phía đông giáp xã Giai Xuân
- Phía nam giáp thị trấn Phong Điền và các xã Nhơn Ái, Trường Long
- Phía tây giáp huyện Thới Lai
- Phía bắc giáp quận Ô Môn.

Tính đến tháng 8 năm 2017 có 3.512 hộ với 15.619 nhân khẩu, có 03 dân tộc Kinh, Hoa, Khmer sinh sống.

## Lịch sử
Trước đây xã thuộc huyện Ô Môn (nay là quận Ô Môn) sau khi chia tách năm 2004 xã Tân Thới thuộc huyện Phong Điền cho đến nay. Xã có diện tích tự nhiên 2.020 ha.

## Hành chính
Xã Tân Thới có 11 ấp được chia thành 91 tổ.

## Văn hóa - du lịch

### Tôn giáo
Gồm đạo phật, cao đài và Hòa hảo sống đoàn kết.

### Du lịch
Tuy Phong Điền là một huyện du lịch sinh thái nhưng Tân Thới lại không có địa điểm du lịch nào cả, người dân ở đây sống chủ yếu bằng nghề nông. Nói đến Tân Thới có thể nhắc đến những vườn Sầu Riêng thơm ngát, những vườn nhãn xum xuê, những vườn chôm chôm tới mùa chín đỏ cả một góc trời. Tân Thới hầu như không di tích hay địa điểm vui chơi giải trí, trên địa bàn xã không có nhà nghỉ, quán nhậu, quán karaoke, quán xá thưa thót, nếu bạn muốn tìm 01 quán cafe có view đẹp ở Tân Thới thì chắc chắn là không có. Điểm tự hào nữa chính là hợp tác xã hoa kiểng ấp Tân Long A, là hợp tác xã hoa kiểng lớn nhất Phong Điền, hàng năm cung cấp ra thị trường hơn 30.000 chậu hoa Tết.

## Giao thông
Địa bàn xã có các tuyến lộ chính đi qua là đường tỉnh 923, 918, tuyến lộ Tân Thới - Trường Thành.